# Raheem Shah
Raheem Shah, pseudonimo di Mohammad Raheem (in urdu محمد رحیم  ‎?; Karachi, 12 dicembre 1975), è un cantante pakistano con cittadinanza indiana di origine pashtun.
Ha iniziato la sua carriera con l'album Ghum nel 1998. È noto in Pakistan e India nelle aree della diaspora pashtun e diaspora indiana con brani pashto, urdu e panjabi come Yaarana, Ghum, Tap Tap Aanso, Ghanam Rangi, Saba Ru e Peera.

## Discografia
- Ghum (1999)
- Sadma Bewafa Ka (2000)
- Saba Ru (2001)
- Laila
- O Peera
- Jhoola
- Channa (2003)
- Pyar Nahin Milta (2004)
- Yaarana (2005)
- Chercha (2007)
- Maa'ma Dey (September 2009)
- Hello Hum Lallann Bol Rahe Hain (2010)
- Gul Jana (2011)
- Bad Times (2014)